# Harpactea umay
Espèce
Harpactea umay est une espèce d'araignées aranéomorphes de la famille des Dysderidae.

## Distribution
Cette espèce est endémique de la province de Konya en Turquie,. Elle se rencontre vers Seydişehir.

## Description
Le mâle holotype mesure 2,55 mm et la femelle paratype 3,60 mm.

## Systématique et taxinomie
Cette espèce a été décrite par Kunt, Yağmur et Özkütük en 2023.

## Étymologie
Cette espèce est nommée en l'honneur d'Umay. 

## Publication originale
- Kunt, Yağmur & Özkütük, 2023 : « Harpactea umay sp. n., a new spider species from Türkiye (Araneae: Dysderidae). » Serket, vol. 20, no 1, p. 20-25.